# 体の中を風が吹く
『体の中を風が吹く』（からだのなかをかぜがふく）は、朝日新聞に連載された佐多稲子による長編小説、及びそれを原作とした映画・ドラマ化作品である。

## 映画
1957年5月14日公開。

### キャスト
- 村松章子 - 淡島千景
- 村松マリ子 - 安東悦子
- 村松晃一 - 山本啓二
- 正木省吾 - 田村高廣
- 正木の母 - 本橋和子
- 岡本笹子 - 有馬稲子
- 笹子の父 - 日守新一
- 笹子の母 - 春日千里
- 笹子の兄 - 里見孝二
- 立田数馬 - 山内明
- 安川啓太郎 - 片山明彦
- 安川千枝子 - 野添ひとみ
- ふみえ - 山本和子
- 矢部 - 福岡正剛
- 吉田課長 - 北竜二
- 吉田課長妻 - 水木涼子
- 山崎孝夫 - 新島勉
- 山崎静子 - 荒木道子
- 山崎多美子 - 中川姿子
- 山崎隆二 - 高島稔
- 座談会の男 - 田村保
- 座談会の女 - 後藤泰子
- 酔っぱらい - 島村俊夫
- 別荘の女中 - 谷よしの

### スタッフ
- 監督 - 川頭義郎
- 脚色 - 松山善三
- 企画 - 小松秀雄
- 撮影 - 荒野諒一
- 音楽 - 木下忠司
- 美術 - 熊谷正雄
- 編集 - 杉原よし
- 録音 - 小尾幸魚
- 照明 - 須藤清治
- 配給 - 松竹

## TVドラマ

### 1961年版
TBS・日本教育テレビ（現・テレビ朝日）が競作でテレビドラマ化して話題となった。

#### TBS
『体の中を風がゆく』のタイトルで、1961年1月18日に「日立劇場」枠にて放送された。

##### キャスト
- 岸田今日子
- 安井昌二
- 北沢典子
- 林孝一
- 田中筆子
- 木崎豊

##### スタッフ
- 脚本 - 寺島アキ子

#### 日本教育テレビ
1961年1月24日に放送された。

##### スタッフ
- 演出 - 北代博
- 脚本 - 浅野良一、岡田光治

### 1966年版
1966年10月31日 - 1967年1月27日に東海テレビの15分昼ドラマ枠にて放送された。

#### キャスト
- 高千穂ひづる
- 沢本忠雄
- 夏圭子

#### スタッフ
- 演出 - 伏屋良郎
- 脚本 - 竹内勇太郎

### 1973年版
1973年1月4日 - 2月2日にNHK総合テレビジョン「銀河テレビ小説」にて放送された。

#### キャスト
- 小川真由美（現・小川眞由美）
- 中尾彬
- 吉沢京子
- 新藤恵美

#### スタッフ
- 演出 - 原峻二
- 脚本 - 林秀彦

### 1979年版
1979年5月14日 - 7月6日にTBS系「花王 愛の劇場」枠にて放送された。

#### キャスト
- 章子 - 香山美子
- 省吾 - 速水亮
- 武内亨

#### スタッフ
- 主題歌：「愛は砂漠」- 鶴岡雅義と東京ロマンチカ
- 制作：TBS、国際放映

### 1984年版
1984年9月20日によみうりテレビ系「木曜ゴールデンドラマ」枠にて放送された。

#### キャスト
- 梶芽衣子
- 岩淵健
- 鹿賀丈史
- 増田恵子
- 石橋蓮司
- 園佳也子
- 岡本麗
- 北村総一朗
- 文野朋子
- 加藤和夫
- 富田恵子
- 谷村好一
- 有田麻里
- 春江ふかみ

#### スタッフ
- 演出 - 木下亮
- 脚本 - 服部佳